# Estação Emilio Mitre
A Estação Emilio Mitre é uma das estações do Metro de Buenos Aires, situada em Buenos Aires, entre a Estação José María Moreno e a Estação Medalla Milagrosa. Faz parte da Linha E.
Foi inaugurada em 07 de outubro de 1985. Localiza-se no cruzamento da Avenida Eva Perón com a Rua Emilio Mitre. Atende o bairro de Parque Chacabuco.